# Йозеф Глух
Йозеф Глух (чеськ. Josef Hlouch; 26 березня 1902 — 10 червня 1972) — чеський римо-католицький прелат і богослов, єпископ Будейський з 1947 року до своєї смерті. Глух спочатку служив парафіяльним священиком і професором в Оломоуці та інших місцях, перш ніж його призначили єпископом після протистояння між церковною владою та нацистами щодо того, хто займе єпископську кафедру Будейців. Був призначений у своїй новій єпархії в той час, коли комуністична влада зміцнила свій контроль над тодішньою Чехословаччиною, що спонукало Глуха та інших церковних лідерів, таких як Йозеф Беран, виступити проти комуністичних репресій. Глух був поміщений під домашній арешт, а пізніше був вигнаний зі своєї єпархії, але Празька весна дозволила йому повернутися в 1968 році.
Єпископ став відомий своєю святістю та своїм керівництвом єпархією, і в 2015 році Конференція єпископату Чехії подала до Риму офіційний запит на відкриття процесу беатифікації. Процес відкрився 7 листопада 2017 року, і Глух отримав титул Слуги Божого.
Йозеф Глух народився 26 березня 1902 року в Ліпніку біля Тршебіча в родині Якуба Глуха та Марії Глухової.
У 1935 році він отримав ступінь доктора богословських студій в Оломоуці після того, як отримав габілітацію в 1934 році. Отримав священичі свячення в середині 1926 року в Оломоуці від архієпископа Леопольда Пречана. З 1945 року до свого єпископського призначення він служив професором для семінаристів після того, як служив пастором з 1939 року перед початком Другої світової війни. У вересні 1928 року почав служити парафіяльним адміністратором парафії Годолана в Оломоуці.
Пізніше Глух був призначений єпископом і отримав єпископські свячення від Саверіо Ріттера в Оломоуці, а Йозеф Беран і Станіслав Зела служили співсвятителями.
Його урочиста інтронізація на його єпископську кафедру стала полегшенням для вірних, оскільки кафедра була вакантною з 1940 року. Нацисти виступали проти кандидатури конкретного прелата на цю посаду, що призвело до того, що Папа Пій XII залишив кафедру вакантною; поразка нацистів у 1945 році дозволила Глуху бути призначеним єпископом. Його постійна критика та опозиція комуністичного режиму в тодішній Чехословаччині мала наслідком його вигнання з єпархії. Ситуація загострилася, коли влада почала стежити за всією його діяльністю після проповіді 19 червня 1949 року, де він критикував розвиток нації під режимом. Він повернувся до своєї єпархії 9 червня 1968 року з нагоди Празької весни. Глух навіть був поміщений під домашній арешт у 1950 році, а в 1952 році був заарештований, а потім висланий зі своєї єпархії без судового розгляду. За цей час він поїхав до кількох міст, спочатку до Ліберця, а потім до Млада-Вожице.
У 1963 році сприяння переговорів між папою Іваном XXIII і Чеською Соціалістичною Республікою дозволило звільнити ув'язнених єпископів. Це спонукало до звільнення Гуха у квітні 1963 року.
У 1968 році він надіслав листа до Милослава Влка, в якому просив тодішнього диякона стати його особистим помічником. Це дуже здивувало Влка, який сподівався поїхати за кордон для подальшого навчання. Перед рукоположенням Влк одного ранку зустрівся з Глухом у єпископаті за сніданком, де поговорив із прелатом про свої плани щодо майбутнього навчання. Глух знову зустрівся з Влком одного ранку в єпископаті за сніданком через два тижні, коли останній погодився на цю роль. Пізніше Глух висвятив Влка на священика 23 червня 1968 року.
Глоух помер 10 червня 1972 року. Його репутація святості була відзначена в його житті в поєднанні з його вдумливим характером. Комуністи не дозволили Папі Павлу VI назвати наступника, що зробило престол вакантним, поки Папа Іван Павло II не призначив Мілослава Влка наступником Глуха.

## Беатифікаційний процес
З 2012 року друг і помічник покійного єпископа кардинал Мілослав Влк сказав, що процес беатифікації може бути розпочато, оскільки підстави для офіційного звернення до Риму оцінюється. Чеська єпископська конференція восени 2015 року подала офіційну заявку до Конгрегації у справах святих. 7 листопада 2017 року Глух отримав статус Слуги Божого.